# گرگ بست
گرگ بست (انگلیسی: Greg Best؛ زادهٔ july ۲۳, ۱۹۶۴ (۶۰ سال)) ورزشکار اهل ایالات متحده آمریکا است.
وی در مسابقات کشوری و بین‌المللی در مجموع برندهٔ ۳ مدال نقره شده‌است.